# Canisy
Canisy település Franciaországban, Manche megyében. Lakosainak száma 1723 fő (2022. január 1.). Canisy Quibou, Saint-Gilles, Saint-Lô, Bourgvallées és Saint-Martin-de-Bonfossé községekkel határos.

## Népesség
A település népességének változása:
| Lakosok száma | 1776 | 1796 | 1785 | 1766 | 1748 | 1734 | 1723 |
|               | 2015 | 2017 | 2018 | 2019 | 2020 | 2021 | 2022 |